# Alfonso de Valdés

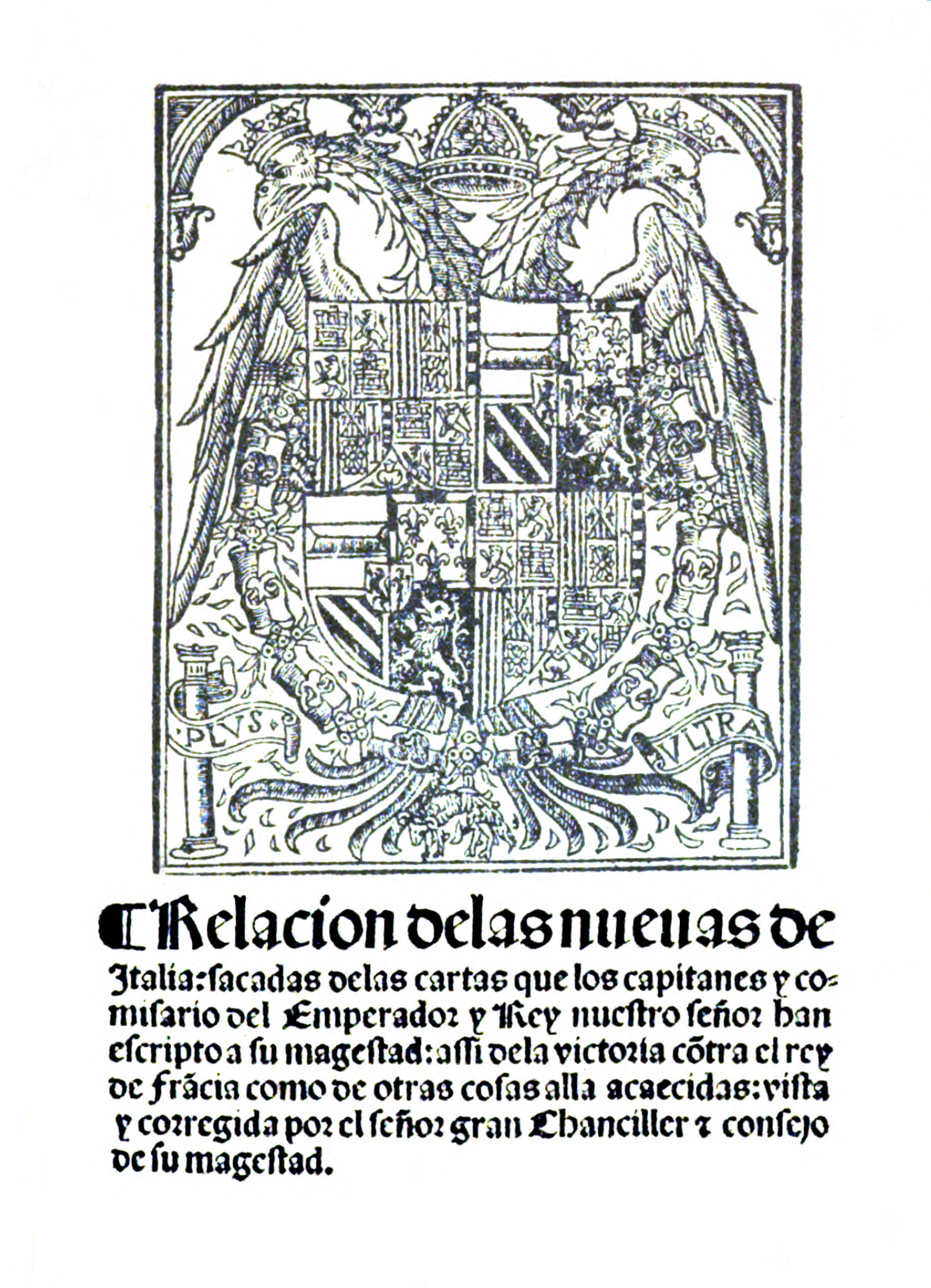
Relación de las nuevas de Italia (Alonso de Valdés, 1525)

Alfonso de Valdés (Cuenca, c. 1490/1492-Viena, 1532) fue un humanista representante, junto con su hermano Juan, del pensamiento erasmista español.

## Biografía
Escritor y secretario de cartas latinas del emperador Carlos V, nacido en Cuenca a finales del siglo XV. No se sabe exactamente en qué año.
Su padre, Hernando de Valdés, fue regidor perpetuo de Cuenca y procurador de la ciudad en Cortes; de origen hidalgo, según la ejecutoria de hidalguía ganada en 1540 por Andrés, el mayor de sus hijos, descendía de familia conversa por parte de su abuela paterna. Su madre, María de la Barrera, descendía de familia judía conversa por tres costados. Su tío materno, Fernando de la Barrera, cura de Villar del Saz y luego capellán de la iglesia de San Salvador de Cuenca, murió en la hoguera en la plaza de San Martín de Cuenca en 1491, acusado por la Inquisición de judaizante relapso. Tanto a su padre como a su hermano mayor, Andrés, los procesaron años más tarde por “fautoría de herejes”, es decir, por oponerse a la actuación del Santo Oficio; la pena que se les impuso fue mínima, una multa con vergüenza pública.
Los primeros datos que tenemos sobre la vida de Alfonso son tres cartas que escribe en 1520 desde Bruselas, Aquisgrán y, en 1521, desde Worms, en la corte del Emperador. Se las dirige al que seguramente fue su maestro, el humanista Pedro Mártir de Anglería. 
Desde entonces hasta su muerte está al lado del emperador desempeñando cargos en su cancillería; Mercurino Gattinara, el gran canciller, fue su apoyo en la corte. Se cartea con Erasmo, al que admira profundamente, y cuya doctrina divulga en España e inspira su obra, además de con otros humanistas europeos. 
Alfonso participó en las conversaciones entre los luteranos y los representantes del papa en la dieta de Augsburgo –había muerto ya Gattinara–, sin que su espíritu conciliador consiguiera que las partes enfrentadas evitaran la ruptura que llevó al cisma protestante. Su muerte repentina truncó una destacada carrera política junto al emperador.
La correspondencia oficial con su nombre y la que se nos conserva entre el escritor y sus amigos, desde Erasmo a Maximiliano Transilvano, Pedro Juan Olivar o Juan Dantisco, el obispo de Culm y embajador de Polonia, nos van dando fechas y lugares en la vida de Valdés. Está con la corte en los Países Bajos en 1520 y 1521; desde 1522 a 1529 en España (Valladolid, Tordesillas, Madrid, Toledo, Granada, Valladolid, Palencia, Burgos, Valencia, Madrid, Toledo, Zaragoza y Barcelona); en 1529 va con el Emperador y la corte a Italia (en Bolonia, Gattinara recibe el cardenalato, y Clemente VII corona al emperador el 24 de febrero de 1530). Participa en las conversaciones de la Dieta de Augsburgo; escribe desde esta ciudad al cardenal de Rávena, Accolti (desde julio a septiembre de 1530) y la Relación de lo que en las cosas de la fe se ha hecho en la Dieta de Augusta, en septiembre de 1530. Luego estará con la corte en Colonia, Bruselas, Gante, Bruselas, Ratisbona (se conservan cartas de Valdés desde esta ciudad de octubre de 1531 a septiembre de 1532), Passau y Viena, donde muere el 6 de octubre de 1532. 
Esa posición privilegiada en la corte le protegió de las acusaciones del nuncio del papa Clemente VII, Baltasar de Castiglione, por haber escrito su primera obra, el Diálogo de las cosas acaecidas en Roma. En este diálogo entre Lactancio y el arcediano del Viso a propósito del saco de Roma y prisión del papa por las tropas del emperador en mayo de 1527, Alfonso de Valdés presenta el saqueo como voluntad de Dios, exime de culpa a Carlos V, señala la corrupción de la jerarquía eclesiástica y acusa al papa de desempeñar mal su oficio. 
Ni este diálogo ni el que escribe a continuación, entre 1528 y 1529, el Diálogo de Mercurio y Carón, fueron publicados en vida del escritor. Circularon manuscritos y anónimos y se imprimieron en Italia, seguramente poco después de su muerte, sin que figure en la edición dato alguno de lugar, año o impresor. Se atribuyeron siempre a su hermano Juan, quien había establecido en Italia un círculo de espiritualidad evangélica muy afín al protestantismo. A fines del siglo XIX se le devolvió la autoría del Diálogo de las cosas acaecidas en Roma y hasta 1925 no se le reconoció –lo demostró Marcel Bataillon– que también era el autor del Diálogo de Mercurio y Carón.

## Obras
Sus dos obras, el Diálogo de Lactancio y un Arcediano, más conocido como Diálogo de las cosas ocurridas en Roma; y el Diálogo de Mercurio y Carón, son discursos en los que defiende la política del emperador Carlos V y ensalza el pensamiento erasmista (erasmismo) antes de que esta corriente pase a ser censurada en el medio siglo siguiente. Son alegatos políticos que incluyen numerosos documentos de la cancillería imperial. Su ideal cristiano y erasmista abarca todos los aspectos de la vida, todas las jerarquías y todos los estados de la sociedad.
Su anhelo reformador y su pensamiento utópico le hicieron expresar que su pretensión era hacer un mundo nuevo. Así, en el Diálogo de Lactancio muestra su visión del destino del mundo que tiene como centro a un emperador y un papa espirituales que deben gobernar al pueblo de Cristo.
En el Diálogo de Mercurio y Carón insiste básicamente en las mismas ideas; denuncia las actitudes extravertidas de los eclesiásticos en el mundo temporal, crítica la religiosidad extrema e intolerante, y señala como imperio ideal al que tiene como propósito la fraternidad de todas las naciones cristianas, regidas por un emperador.
Estos discursos emplean la prosa vehemente que exigía la proximidad de los hechos narrados. Aunque nunca exenta de recursos retóricos, prodiga las fórmulas coloquiales para aligerar el diálogo.

### El Lazarillo de Tormes
Como ya lo hiciera Joseph V. Ricapito en 1976, en el año 2002 la profesora Rosa Navarro Durán postuló de nuevo su autoría en una de las más famosas obras literarias españolas de todos los tiempos: La vida de Lazarillo de Tormes. Entre los argumentos postulados por la catedrática de la Universidad de Barcelona para confirmar su autoría está el que el apellido del autor esté encriptado al principio y final del título completo de la obra (Valdés -> Val-dés -> laV-des) La vida del Lazarillo de Tormes, y de sus fortunas y adversidades, así como argumentos lingüísticos -predilección por el verbo acaecer por vez de acontecer- y argumentos temáticos que desplazan el foco del argumento de la historia: de las desventuras y humillaciones de Lázaro a una sátira hacia dos estamentos, la corte y la iglesia, de los que evidenciar su falta de ética y piedad, elemento principal de crítica para un erasmista. Alfonso de Valdés era uno de sus más importantes exponentes de esa época.
Además se dan nuevas pistas sobre la época en que fue escrito (entre 1525 y 1532) y dónde fue publicado. Según Rosa Navarro debió de ser impresa por primera vez en Italia. En 1542 se publica en Sevilla un libro, el Baldo, que adapta y amplía un poema en latín macarrónico, el Baldus, del italiano Teófilo Folengo; tiene ya huellas evidentes de que su autor había leído el Lazarillo. Alguien llevaría un ejemplar a España, después de arrancar un folio –de peligrosa lectura–, y aquí se imprimiría otra vez, antes de 1548, porque la Representación de la parábola de san Mateo de Sebastián de Horozco, que se puso en escena ese año, tiene también huellas de que su autor había leído la obra (y lo evidencia más la Representación de la historia evangélica de San Juan). Horozco tuvo en sus manos una impresión del Lazarillo.
Pese a que se han publicado ediciones del Lazarillo asignándole la autoría a Alfonso de Valdés, las pruebas aportadas siguen siendo cuestionadas e incluso autores como Pérez Vénzalá apuntan a que la obra fue escrita en los años cuarenta, haciendo imposible que la autoría recayera en Valdés, manteniendo la autoría en el anonimato.